# Walter Bosshard (Fussballspieler)
Walter Bosshard (* 17. Januar 1921 in Zürich; † 3. Februar 1984) war ein Schweizer Fussballspieler.
Bosshard spielte ab 1934 bei den Junioren des FC Zürich und wurde 1936 in das Fanion-Team des Vereins (FCZ) berufen. In den 18 darauffolgenden Jahren erzielte er auf der Position des Linksaussen 140 Tore für den FC Zürich und war in den letzten acht Jahren seiner Karriere Kapitän seiner Mannschaft. Nach Beendigung seiner aktiven Laufbahn spielte Bosshard in der Seniorenmannschaft des FC Zürich und war demnach zeitweise dessen Rechnungsrevisor. Für seine Clubtreue wurde ihm die Ehrenmitgliedschaft des FC Zürich verliehen.
Bosshard war Vater von drei erwachsenen Kindern.